# Manipontonia
Manipontonia is een geslacht van kreeftachtigen uit de klasse van de Malacostraca (hogere kreeftachtigen).

## Soorten
- Manipontonia paeneglabra Bruce, 2012
- Manipontonia persiana Marin, 2010
- Manipontonia psamathe (de Man, 1902)